# Marles-sur-Canche
Pour les articles homonymes, voir Marles et Canche.
Marles-sur-Canche est une commune française située dans le département du Pas-de-Calais en région Hauts-de-France. Ses habitants sont appelés les Marlésiens. La commune fait partie de la communauté de communes des 7 Vallées.
Marles-sur-Canche est située dans la vallée de la Canche et dans les « paysages montreuillois » tels qu'ils sont définis dans l’atlas des paysages de la région Nord-Pas-de-Calais.

## Géographie

### Localisation
Localisée dans le sud-ouest du département du Pas-de-Calais, Marles-sur-Canche est une commune, de la vallée de la Canche, limitrophe, à l'ouest, de la commune de Montreuil-sur-Mer (chef-lieu d'arrondissement).
Le territoire de la commune est limitrophe de ceux de six communes.
Les communes limitrophes sont Marant, Beaumerie-Saint-Martin, Brimeux, Marenla, Montreuil-sur-Mer et Neuville-sous-Montreuil.

### Géologie et relief
La superficie de la commune est de 5,1 km2 ; son altitude varie de 5  à   79 m.

### Hydrographie
Le territoire de la commune est situé dans le bassin Artois-Picardie.
La commune est traversée par cinq cours d'eau :
- la Canche, d'une longueur de 100,22 km, qui prend sa source dans la commune de Gouy-en-Ternois et se jette dans la Manche entre Étaples et Le Touquet-Paris-Plage[4] ;
- le Bras de Bronne, d'une longueur de 10,83 km qui prend sa source dans la commune de Saint-Michel-sous-Bois et se jette dans La Canche au niveau de la commune de Brimeux[5] ;
- le Vitrouval, d'une longueur de 2,59 km, qui prend sa source dans la commune d'Estrée et termine sa course au niveau de la commune[6] ;

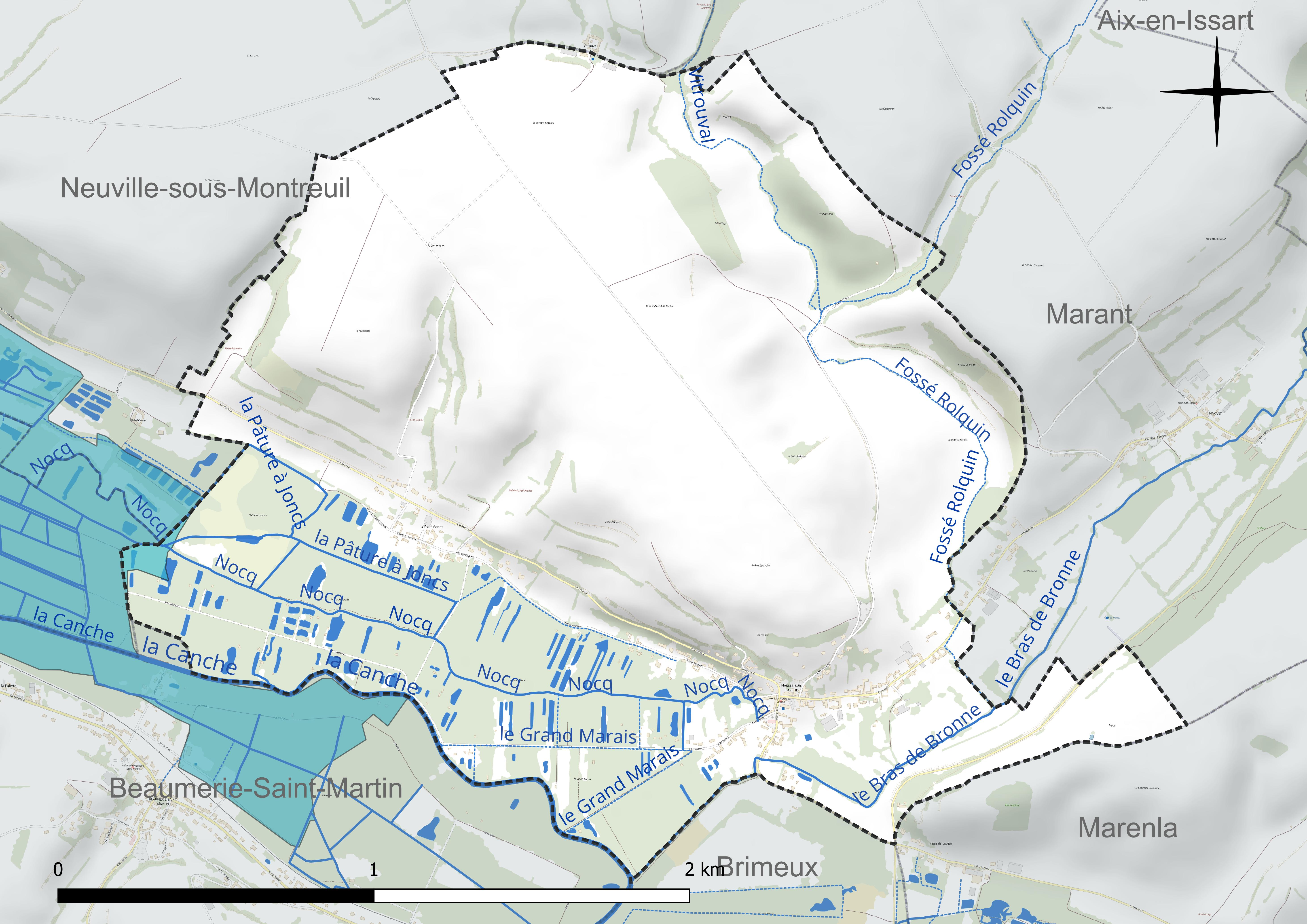
Réseau hydrographique de Marles-sur-Canche.

- le fossé Rolquin, d'une longueur de 3,07 km[7] ;
- le grand marais, d'une longueur de 1,16 km[8].

### Climat
Pour des articles plus généraux, voir Climat des Hauts-de-France et Climat du Pas-de-Calais.
En 2010, le climat de la commune est de type climat océanique franc, selon une étude du CNRS s'appuyant sur une série de données couvrant la période 1971-2000. En 2020, Météo-France publie une typologie des climats de la France métropolitaine dans laquelle la commune est exposée à un climat océanique et est dans la région climatique Côtes de la Manche orientale, caractérisée par un faible ensoleillement (1 550 h/an) ; forte humidité de l’air (plus de 20 h/jour avec humidité relative > 80 % en hiver), vents forts fréquents.
Pour la période 1971-2000, la température annuelle moyenne est de 10,4 °C, avec une amplitude thermique annuelle de 13,1 °C. Le cumul annuel moyen de précipitations est de 878 mm, avec 12,9 jours de précipitations en janvier et 8,1 jours en juillet. Pour la période 1991-2020, la température moyenne annuelle observée sur la station météorologique la plus proche, située sur la commune du Touquet-Paris-Plage à 18 km à vol d'oiseau, est de 11,2 °C et le cumul annuel moyen de précipitations est de 888,8 mm,. Pour l'avenir, les paramètres climatiques de la commune estimés pour 2050 selon différents scénarios d'émission de gaz à effet de serre sont consultables sur un site dédié publié par Météo-France en novembre 2022.

### Paysages
Pour un article plus général, voir Paysage en France.
La commune est située dans les « paysages montreuillois » tels qu'ils sont définis dans l’atlas des paysages de la région Nord-Pas-de-Calais, conçu par la direction régionale de l'Environnement, de l'Aménagement et du Logement (DREAL),. Ce paysage, qui concerne 98 communes, se délimite : à l’Ouest par des falaises qui, avec le recul de la mer, ont donné naissance aux bas-champs ourlées de dunes ; au Nord par la boutonnière du Boulonnais ; au sud par le vaste plateau formé par la vallée de l’Authie, et à l’Est par les paysages du Ternois et de Haut-Artois. Ce paysage régional, avec, dans son axe central, la vallée de la Canche et ses nombreux affluents comme la Course, la Créquoise, la Planquette…, offre une alternance de vallées et de plateaux, appelée « ondulations montreuilloises ». Dans ce paysage, et plus particulièrement sur les plateaux, on cultive la betterave sucrière, le blé et le maïs, et les plateaux entre la Ternoise et la Créquoise sont couverts de vastes massifs forestiers comme la forêt d'Hesdin, les bois de Fressin, Sains-lès-Fressin, Créquy….

### Milieux naturels et biodiversité

#### Espaces protégés et gérés
La protection réglementaire est le mode d’intervention le plus fort pour préserver des espaces naturels remarquables et leur biodiversité associée.
Dans ce cadre, la commune fait partie de deux espaces protégés et gérés (location, convention de gestion) par le Conservatoire d'espaces naturels des Hauts-de-France : 
- le marais de Beaumerie-Saint-Martin, d’une superficie de 39,041 ha[18] ;
- la pâture à joncs, d’une superficie de 14,836 ha[19].

#### Zones naturelles d'intérêt écologique, faunistique et floristique
L’inventaire des zones naturelles d'intérêt écologique, faunistique et floristique (ZNIEFF) a pour objectif de réaliser une couverture des zones les plus intéressantes sur le plan écologique, essentiellement dans la perspective d’améliorer la connaissance du patrimoine naturel national et de fournir aux différents décideurs un outil d’aide à la prise en compte de l’environnement dans l’aménagement du territoire.
Le territoire communal de Beaumerie-Saint-Martin comprend deux ZNIEFF de type 1 :
- le bois tourbeux et marais de Marles-sur-Canche[20] ;
- le marais de la Nocq[21].

et une ZNIEFF de type 2 :
la basse vallée de la Canche et ses versants en aval d’Hesdin, d’une superficie de 12 059 ha et d'une altitude variant de 4  à   133 mètres.

Carte des ZNIEFF de type 1 et 2 sur la commune
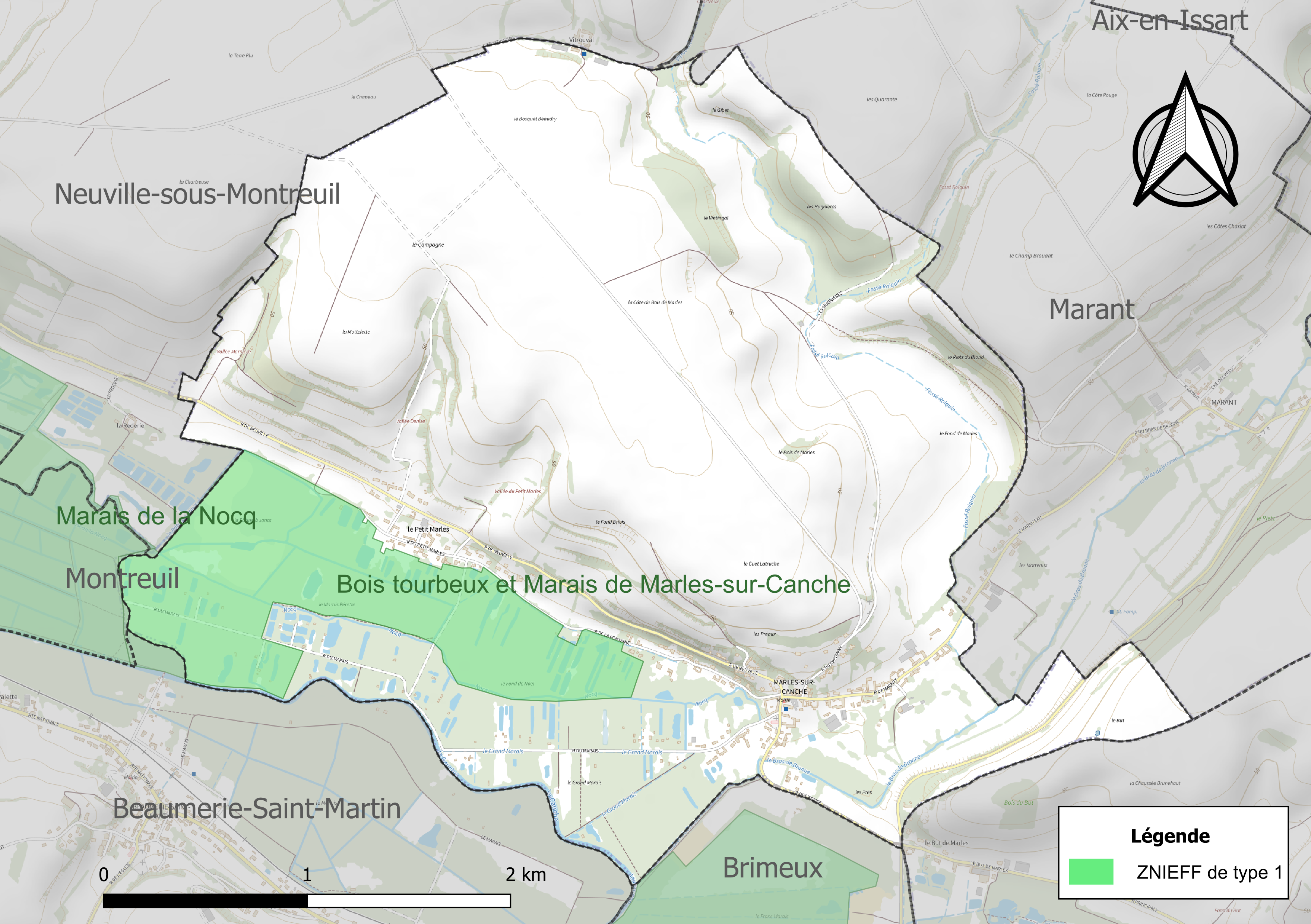
Carte des ZNIEFF de type 1 sur la commune.
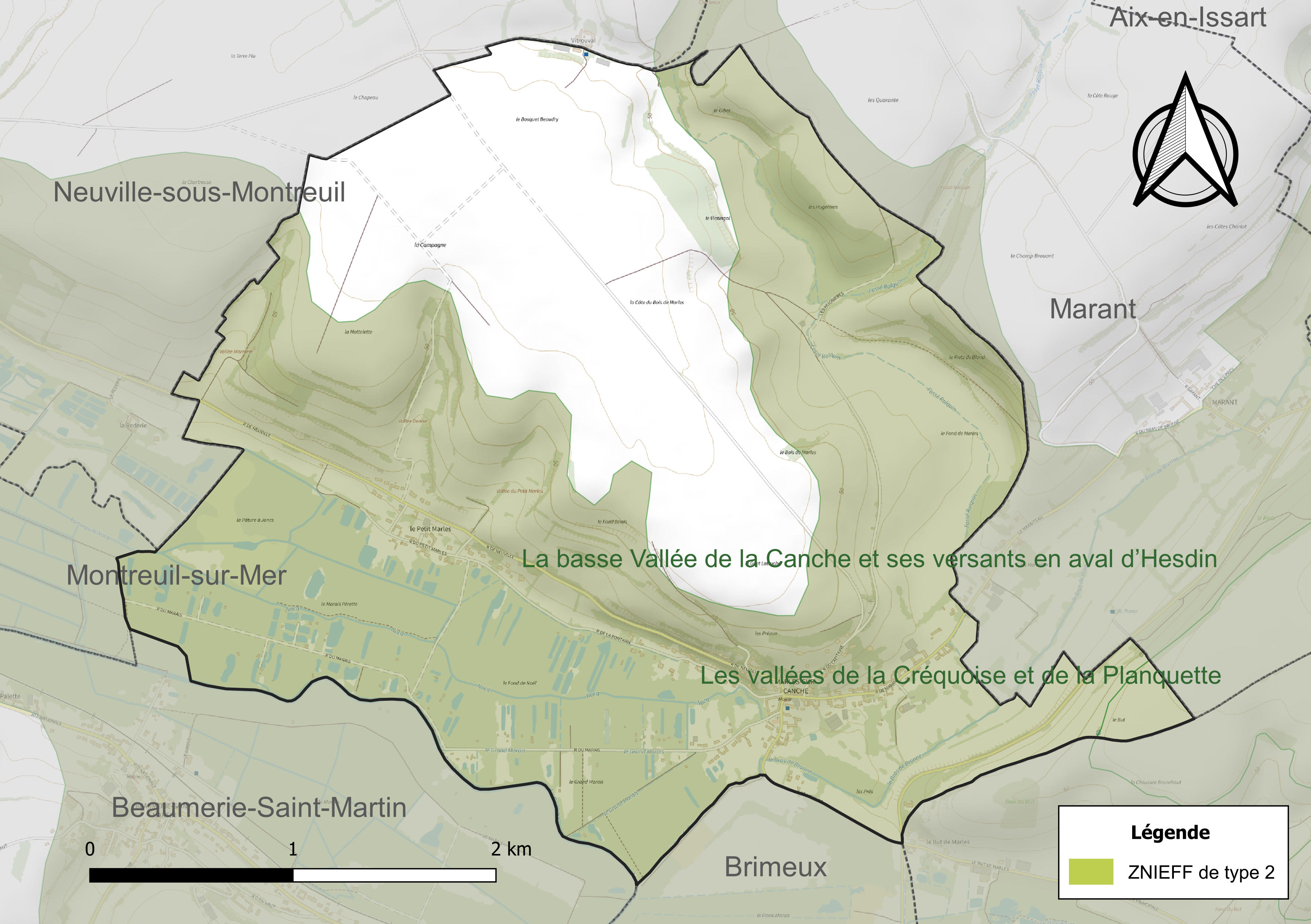
Carte de la ZNIEFF de type 2 sur la commune.

#### Espèces faunistiques et floristiques
L’Inventaire national du patrimoine naturel (INPN) recense plusieurs espèces faunistiques et floristiques sur le territoire de la commune dont certaines sont protégées et d’autres menacées et quasi-menacées.

## Urbanisme

### Typologie
Au 1er janvier 2024, Marles-sur-Canche est catégorisée commune rurale à habitat dispersé, selon la nouvelle grille communale de densité à sept niveaux définie par l'Insee en 2022.
Elle est située hors unité urbaine et hors attraction des villes,.

### Occupation des sols
L'occupation des sols de la commune, telle qu'elle ressort de la base de données européenne d’occupation biophysique des sols Corine Land Cover (CLC), est marquée par l'importance des territoires agricoles (74,7 % en 2018), une proportion identique à celle de 1990 (74,7 %). La répartition détaillée en 2018 est la suivante : 
terres arables (49,2 %), prairies (25,5 %), zones humides intérieures (17 %), zones urbanisées (4,8 %), forêts (3,4 %). L'évolution de l’occupation des sols de la commune et de ses infrastructures peut être observée sur les différentes représentations cartographiques du territoire : la carte de Cassini (XVIIIe siècle), la carte d'état-major (1820-1866) et les cartes ou photos aériennes de l'IGN pour la période actuelle (1950 à aujourd'hui).

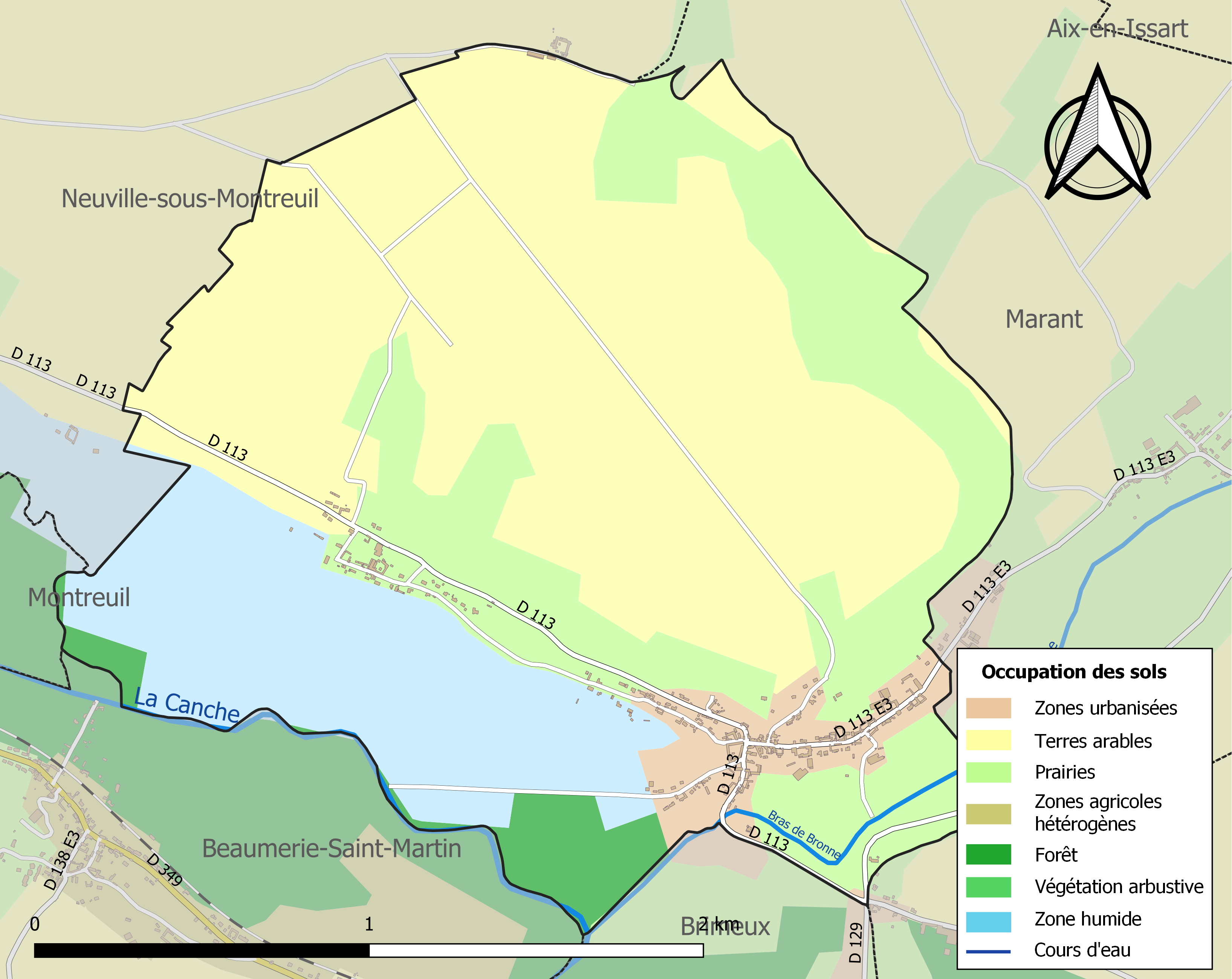
Carte des infrastructures et de l'occupation des sols de la commune en 2018 (CLC).

### Risques naturels et technologiques

#### Risque inondation
À la suite du passage des tempêtes Ciarán, Domingos et Elisa et des inondations et coulées de boue qui se sont produites, la commune est reconnue, par arrêté du 14 novembre 2023, en état de catastrophe naturelle pour inondations et coulées de boue sur la période du 2 au 12 novembre 2023, comme 179 autres communes du département.

## Toponymie
Le nom de la localité est attesté sous les formes Marla (1079), Marle (1173), Marlla (1184), Malne (1256), Male (1430), Malrn (1512), Marles-lès-Monstroeul (1575), Marles en 1793 et 1801 puis Marles-sur-Canche depuis 1905.
Toponyme, d'origine gauloise, de l'oïl marle, d'abord au singulier, marne « terre argilo-calcaire ». « Les marliéres ou marniéres ont été parfois des lieux où l'ont tirait la marne pour amender les terres, parfois de lieux d'extraction d'une terre à poterie ».
La Canche est un fleuve côtier du Pas-de-Calais qui traverse le territoire de la commune.

## Histoire

Armes d'Honoré de Marles.

## Politique et administration

### Découpage territorial
La commune se trouve dans l'arrondissement de Montreuil du département du Pas-de-Calais.

#### Commune et intercommunalités
La commune a fait partie, de 1996 à 2013, de la communauté de communes du val de Canche et d'Authie et, depuis le 1er janvier 2014, elle fait partie de la communauté de communes des 7 Vallées (7 Vallées comm) dont le siège est basé à Hesdin. La communauté de communes regroupe 66 communes et compte 29 425 habitants en 2022.

#### Circonscriptions administratives
La commune faisait partie du canton de Campagne-lès-Hesdin, depuis la loi du 22 décembre 1789 reprise par la constitution de 1791, qui divise le royaume (la République en septembre 1792), en communes, cantons, districts et départements.
Dans le cadre du redécoupage cantonal de 2014 en France, elle est maintenant rattachée, ainsi que toutes les communes de l'ancien canton de Campagne-lès-Hesdin, au canton d'Auxi-le-Château qui passe de 26 à 84 communes.

#### Circonscriptions électorales
Pour l'élection des députés, la commune fait partie, depuis 1986, de la quatrième circonscription du Pas-de-Calais.

### Élections municipales et communautaires

#### Liste des maires
| Période                                  | Période                    | Identité        | Étiquette | Qualité                                  |
| ---------------------------------------- | -------------------------- | --------------- | --------- | ---------------------------------------- |
| Les données manquantes sont à compléter. |                            |                 |           |                                          |
| mars 2001                                | 2008                       | Norbert Trupin  |           |                                          |
| mars 2008                                | 2020                       | Serge Chevalier |           | Retraité Réélu pour le mandat 2014-2020, |
| 3 juillet 2020                           | En cours (au 29 mars 2022) | Joël Davesne    |           | Employé de la fonction publique,         |

## Équipements et services publics

### Espaces publics
La commune fait partie des villages labellisés Village Patrimoine, qui œuvrent à mettre en avant leurs patrimoines matériels et/ou immatériels (historique, culturel, naturel, architectural, etc.).

## Population et société

### Démographie
Les habitants de la commune sont appelés les Marlésiens.

#### Évolution démographique
L'évolution du nombre d'habitants est connue à travers les recensements de la population effectués dans la commune depuis 1793. Pour les communes de moins de 10 000 habitants, une enquête de recensement portant sur toute la population est réalisée tous les cinq ans, les populations de référence des années intermédiaires étant quant à elles estimées par interpolation ou extrapolation. Pour la commune, le premier recensement exhaustif entrant dans le cadre du nouveau dispositif a été réalisé en 2005.

En 2022, la commune comptait 313 habitants, en évolution de +5,39 % par rapport à 2016 (Pas-de-Calais : −0,72 %, France hors Mayotte : +2,11 %).
| 1793 | 1800 | 1806 | 1821 | 1831 | 1836 | 1841 | 1846 | 1851 |
| ---- | ---- | ---- | ---- | ---- | ---- | ---- | ---- | ---- |
| 350  | 300  | 363  | 468  | 460  | 480  | 503  | 463  | 433  |

| 1856 | 1861 | 1866 | 1872 | 1876 | 1881 | 1886 | 1891 | 1896 |
| ---- | ---- | ---- | ---- | ---- | ---- | ---- | ---- | ---- |
| 389  | 372  | 388  | 448  | 397  | 361  | 354  | 352  | 364  |

| 1901 | 1906 | 1911 | 1921 | 1926 | 1931 | 1936 | 1946 | 1954 |
| ---- | ---- | ---- | ---- | ---- | ---- | ---- | ---- | ---- |
| 336  | 319  | 280  | 260  | 254  | 259  | 274  | 255  | 237  |

| 1962 | 1968 | 1975 | 1982 | 1990 | 1999 | 2005 | 2006 | 2010 |
| ---- | ---- | ---- | ---- | ---- | ---- | ---- | ---- | ---- |
| 263  | 268  | 259  | 274  | 293  | 294  | 298  | 298  | 286  |

| 2015 | 2020 | 2022 | - | - | - | - | - | - |
| ---- | ---- | ---- | - | - | - | - | - | - |
| 294  | 313  | 313  | - | - | - | - | - | - |

#### Pyramide des âges
En 2018, le taux de personnes d'un âge inférieur à 30 ans s'élève à 31,9 %, soit en dessous de la moyenne départementale (36,7 %). À l'inverse, le taux de personnes d'âge supérieur à 60 ans est de 30,0 % la même année, alors qu'il est de 24,9 % au niveau départemental.
En 2018, la commune comptait 155 hommes pour 149 femmes, soit un taux de 50,99 % d'hommes, largement supérieur au taux départemental (48,50 %).
Les pyramides des âges de la commune et du département s'établissent comme suit.
| Hommes | Classe d’âge | Femmes |
| ------ | ------------ | ------ |
| 1,2    | 90 ou +      | 1,3    |
| 5,6    | 75-89 ans    | 7,8    |
| 23,7   | 60-74 ans    | 20,3   |
| 17,5   | 45-59 ans    | 17,6   |
| 18,7   | 30-44 ans    | 22,2   |
| 13,1   | 15-29 ans    | 11,1   |
| 20,0   | 0-14 ans     | 19,6   |

| Hommes | Classe d’âge | Femmes |
| ------ | ------------ | ------ |
| 0,5    | 90 ou +      | 1,6    |
| 5,6    | 75-89 ans    | 8,9    |
| 16,7   | 60-74 ans    | 18,1   |
| 20,2   | 45-59 ans    | 19,2   |
| 18,9   | 30-44 ans    | 18,1   |
| 18,2   | 15-29 ans    | 16,2   |
| 19,9   | 0-14 ans     | 17,9   |

## Culture locale et patrimoine

### Lieux et monuments

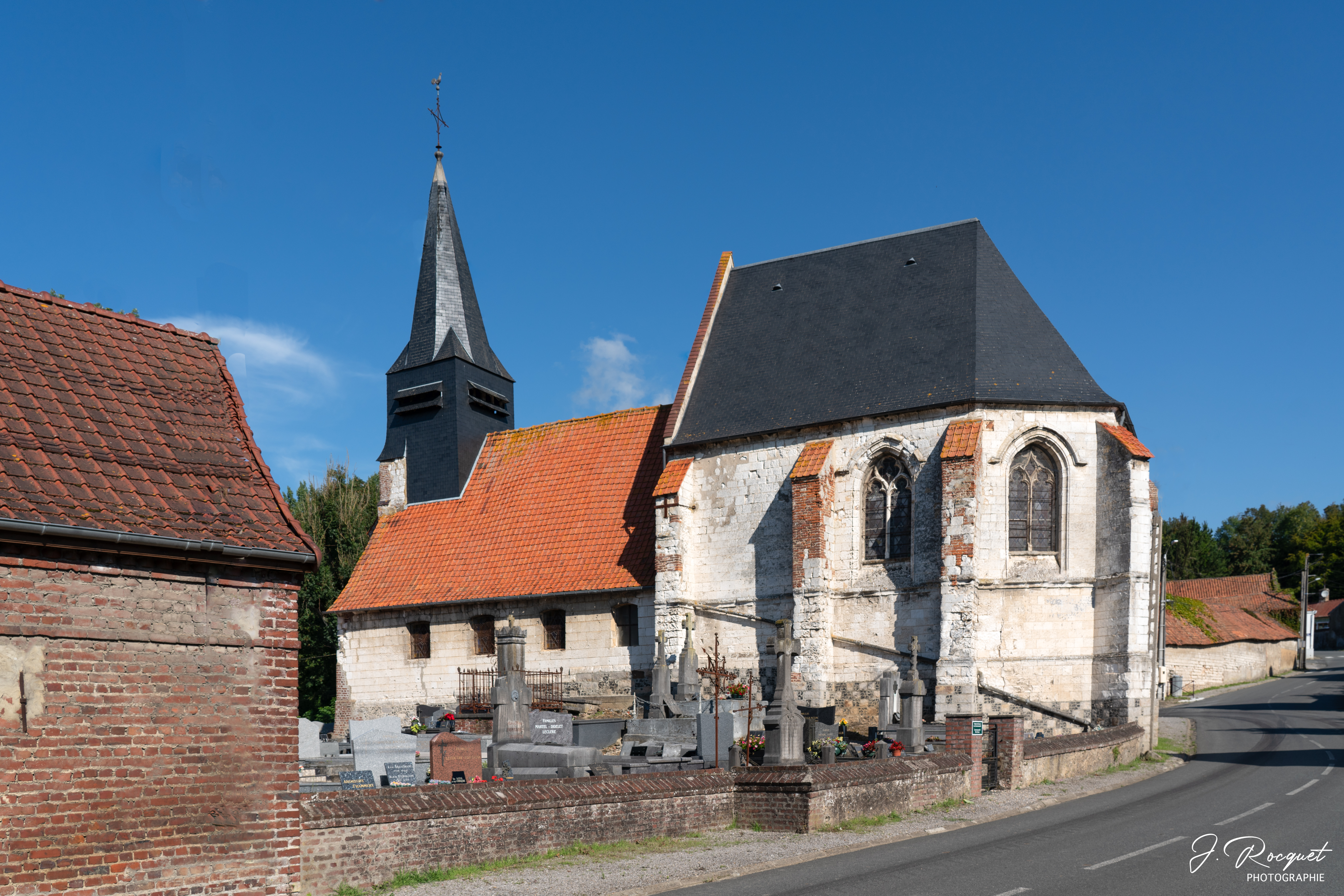
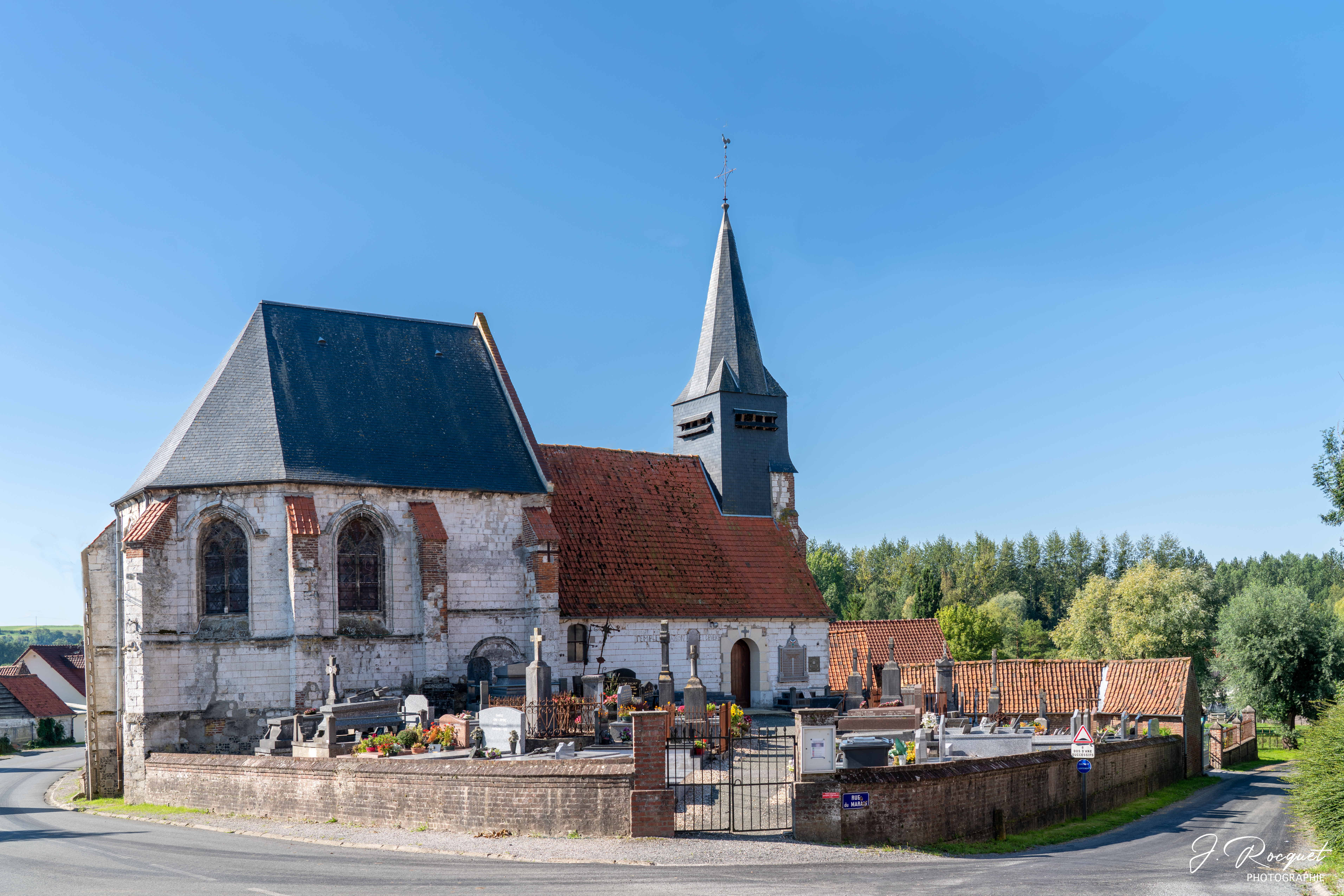

- L'église Saint-Firmin.
- Le monument aux morts[47].

### Héraldique
| Blason de Marles-sur-Canche | Blason  | D'argent au chevron d'azur accompagné de trois aigles de gueules.                                       |
| Blason de Marles-sur-Canche | Détails | Armes du seigneur de Marles Honoré de Marles, né vers 1430, mort vers 1478. Adopté par la municipalité. |

## Pour approfondir

#### Bases de données, dictionnaires et encyclopédies
- Ressources relatives à la géographie :   - Insee (communes)
  - Ldh/EHESS/Cassini
- Ressource relative à plusieurs domaines :   - Annuaire du service public français
- Notices d'autorité :   - BnF (données)